# Prarostino
Prarostino es un municipio italiano situado en la ciudad metropolitana de Turín, en Piamonte. Tiene una población estimada, a fines de julio de 2024, de 1264 habitantes.

## Evolución demográfica
| Gráfica de evolución demográfica de Prarostino entre 1861 y 2024 |
|                                                                  |
| Fuente: ISTAT - Elaboración gráfica de Wikipedia                 |